# Мурадян, Мурад Саакович
Мура́д Саа́кович Мурадя́н (арм. Մուրադ Մուրադյան; род. 4 августа 1957 село Мусалер, Эчмиадзинский район) — армянский государственный деятель.
- 1964—1974 — средняя школа в селе Даштаван.
- 1989—1994 — Ереванский институт народного хозяйства. Экономист.
- 1975—1977 — служил в советской армии.
- 1977—1979 — работал на заводе в г. Масис.
- 1977—1982 — был бригадиром в колхозе села Дашташен.
- 1982—1989 — занимал ряд должностей в системе Айкоопа.
- 1989—1993 — был начальником базы твердого топлива г. Масис.
- 30 мая 1999 — избран депутатом парламента. Член постоянной комиссии НС по государственно-правовым вопросам. Беспартийный.
- 20 мая 2000 — Июль 2001 — занимал пост министра охраны природы Армении.